# Siewierka (rejon prigorodny)
Siewierka (ros. Северка) – osiedle w Rosji, w obwodzie swierdłowskim, w rejonie prigorodnym. W 2010 liczyło 118 mieszkańców.